# 天竜横山テレビ中継局
天竜横山テレビ中継局（てんりゅうよこやまテレビちゅうけいきょく）は、静岡県浜松市天竜区に置かれているテレビ中継局。

## 中継局概要

### デジタルテレビ放送
| リモコン 番号 | 放送局名            | チャンネル 番号 | 空中線 電力 | ERP   | 偏波面   | 放送対象地域 | 放送区域 内世帯数 | 運用開始日    |
| ------------- | ------------------- | --------------- | ----------- | ----- | -------- | ------------ | ----------------- | ------------- |
| 1             | NHK静岡 総合        | 16              | 300mW       | 930mW | 水平偏波 | 静岡県       | 約240世帯         | 2010年6月21日 |
| 2             | NHK静岡 教育        | 14              | 300mW       | 930mW | 水平偏波 | 全国         | 約240世帯         | 2010年6月21日 |
| 4             | SDT 静岡第一テレビ  | 19              | 300mW       | 930mW | 水平偏波 | 静岡県       | 約240世帯         | 2010年6月21日 |
| 5             | SATV 静岡朝日テレビ | 18              | 300mW       | 930mW | 水平偏波 | 静岡県       | 約240世帯         | 2010年6月21日 |
| 6             | SBS 静岡放送        | 15              | 300mW       | 930mW | 水平偏波 | 静岡県       | 約240世帯         | 2010年6月21日 |
| 8             | SUT テレビ静岡      | 17              | 300mW       | 930mW | 水平偏波 | 静岡県       | 約240世帯         | 2010年6月21日 |

### アナログテレビ放送
| チャンネル 番号 | 放送局名            | 空中線 電力       | ERP                 | 偏波面   | 放送対象地域 | 放送区域 内世帯数 | 運用開始日     | 放送終了日    |
| --------------- | ------------------- | ----------------- | ------------------- | -------- | ------------ | ----------------- | -------------- | ------------- |
| 50              | NHK静岡 教育        | 映像3W/ 音声750mW | 映像11.5W/ 音声2.9W | 水平偏波 | 全国         | 約-世帯           | 1970年2月20日  | 2011年7月24日 |
| 52              | NHK静岡 総合        | 映像3W/ 音声750mW | 映像11.5W/ 音声2.9W | 水平偏波 | 静岡県       | 約-世帯           | 1970年2月20日  | 2011年7月24日 |
| 54              | SBS 静岡放送        | 映像3W/ 音声750mW | 映像10W/ 音声2.5W   | 水平偏波 | 静岡県       | 約-世帯           | 1980年12月24日 | 2011年7月24日 |
| 56              | SUT テレビ静岡      | 映像3W/ 音声750mW | 映像10W/ 音声2.5W   | 水平偏波 | 静岡県       | 約-世帯           | 1980年12月24日 | 2011年7月24日 |
| 58              | SATV 静岡朝日テレビ | 映像3W/ 音声750mW | 映像10W/ 音声2.5W   | 水平偏波 | 静岡県       | 約-世帯           | 1980年12月24日 | 2011年7月24日 |
| 60              | SDT 静岡第一テレビ  | 映像3W/ 音声750mW | 映像10W/ 音声2.5W   | 水平偏波 | 静岡県       | 約-世帯           | 1980年12月24日 | 2011年7月24日 |

## 所在地
- 浜松市天竜区谷山[1][4][5]

## 放送エリア
- 浜松市天竜区の一部[4][5]

## 歴史
- 1970年2月20日 - NHK 天竜横山テレビジョン中継局開局。
- 1980年12月24日 - SBS・SUT・SATV・SDT 天竜横山テレビジョン中継局開局。
- 2010年
  - 4月27日 - デジタルテレビ放送の予備免許を交付[4]。
  - 5月10日 - デジタルテレビ放送の試験放送を開始。
  - 6月17日 - デジタルテレビ放送の本免許を交付[5]。
  - 6月21日 - デジタルテレビ放送の本放送を開始[1]。
- 2011年7月24日 - 全局アナログテレビ放送が終了し、デジタルテレビ放送に完全移行した。